# 約恩·亨利克·費爾格雷恩
約恩·亨利克·費爾格雷恩（瑞典語：Jon Henrik Fjällgren，1987年4月26日—）是一名哥倫比亞血統、瑞典國籍的薩米族歌手，以薩米哼唱（Joik）聞名，曾獲得2014年瑞典達人秀冠軍。

## 早年生活
費爾格雷恩出生於哥倫比亞的卡利 ，曾住在當地的原住民村落，後來住進孤兒院。被瑞典的薩米人家庭領養後，他成為瑞典北部薩米人社群的一份子，放牧馴鹿 。在年幼時他曾因為膚色和薩米人的身份被欺負。

## 歌唱事業
2014年，26歲的費爾格雷恩參加瑞典達人秀，以原創的薩米哼唱作品《Daniel's Joik》紀念其因糖尿病過世的友人。在獲得冠軍後，他將比賽中的演唱作品集結成專輯《Goeksegh》，並用比賽獎金成立了糖尿病的基金會。
他在2015、2017、2019年參加瑞典旋律節，分別獲得名次第二、三、四。

## 外部連結
- 官方网站